# Jean-Henri Compère
Pour les articles homonymes, voir Compère.
Jean-Henri Compère est un acteur et sculpteur belge né en 1960.

## Biographie
Jean-Henri Compère mène de front depuis 1980[réf. nécessaire] une carrière au théâtre, au cinéma et à la télévision. Membre de la troupe Théâtre en liberté, il joue de nombreuses pièces au théâtre des Martyrs à Bruxelles.
Il est l'auteur de l'œuvre d'art dédiée à la mémoire des victimes des attentats terroristes du 22 mars, réalisée, pour la partie mécanique par les ateliers Bouvy à Sainte-Cécile (province de Luxembourg).

## Filmographie

### Cinéma

#### Longs métrages
- 1991 : Toto le héros de Jaco Van Dormael
- 1993 : Abracadabra de Harry Cleven
- 1994 : La Vie sexuelle des Belges de Jan Bucquoy
- 1995 : Les Anges gardiens de Jean-Marie Poiré
- 1996 : Camping Cosmos de Jan Bucquoy
- 1996 : Le Huitième Jour de Jaco Van Dormael
- 1998 : Le Bal masqué de Julien Vrebos
- 2000 : Lumumba de Raoul Peck
- 2000 : Pourquoi se marier le jour de la fin du monde ? de Harry Cleven
- 2003 : Dédales de René Manzor
- 2008 : Le Prince de ce monde de Manuel Gomez
- 2012 : L'Autre Vie de Richard Kemp de Germinal Alvarez
- 2013 : La Marche de Nabil Ben Yadir
- 2014 : La Belle Saison de Catherine Corsini
- 2014 : Yves Saint Laurent de Jalil Lespert
- 2015 : Les Chevaliers blancs de Joachim Lafosse
- 2017 : Lola Pater
- 2018 : Emma Peeters de Nicole Palo
- 2019 : U-235 de Sven Huybrechts
- 2022 : L'Astronaute de Nicolas Giraud : Gérald Desforges

#### Courts métrages
- 1990 : Sirène de Harry Cleven
- 1992 : Rien à signaler de Stéphane Delhougne
- 1993 : Les Acharnés de Marie-Ève Degraeve
- 1993 : Demain est un autre jour de Danilo Catti
- 1994 : Seul au sommet de Thierry Dory
- 1995 : Nathan de Vincent Lanoo
- 1997 : In mortem de Daniel Coreman
- 2001 : Quand tu descendras du ciel d'Antoine Remy
- 2013 : Le Printemps de Bernard de Matthieu Buchalski et Thierry Onillon
- 2015 : Complices de Matthieu Mortelmans

### Télévision
- 1993 : Des kilos en trop de Patrick Jamain
- 1995 : Les hommes et les femmes sont faits pour vivre heureux... mais pas ensemble de Philippe de Broca
- 1995 : Le Guérisseur de Patrick Jamain
- 1997 : Le Pantalon d'Yves Boisset
- 1998 : Papa est monté au ciel de Jacques Renard
- 1998 : La Balle au bond de William Crepin
- 1998 : Mission impossible rapprochée (épisode Gardienne d'ange) de Gilles Béhat
- 2000 : L'Instit (épisode Marine et Fabien) de Michel Mees
- 2008 : Le juge est une femme de René Manzor
- 2010 : Pasteur d'Alain Brunard
- 2010 : À tort ou à raison d'Alain Brunard
- 2010 : Vermist de Joël Vanhoebrouck
- 2011 : Engrenages de Jean-Marc Brondolo
- 2012 : Les Anonymes - Ùn' pienghjite micca de Pierre Schoeller
- 2014 : Intrusion de Xavier Palud
- 2015 : La Trêve (saison 1) de Matthieu Donck : Rudy Geeraerts[2]
- 2017 : Le Viol d'Alain Tasma
- 2017 : Transferts de Claude Scasso et Patrick Benedek : professeur Delattre
- 2018 : La Trêve (saison 2) : Rudy Geeraerts.
- 2018 : Papa ou Maman de Frédéric Balekdjian
- 2022 : Aspergirl, série télévisée de Lola Roqueplo : Guy

## Théâtre
Sauf indication contraire, les spectacles suivants ont été donnés à Bruxelles, au théâtre des Martyrs :
- 2001 : Tokyo-Montana Express de Richard Brautigan, adapté, interprété et joué par Jean-Henri Compère, mis en scène par Harry Cleven[3]
- 2002 : Dom Juan de Molière, mis en scène par Daniel Scahaise : Sganarelle
- 2003 : Hamlet de Shakespeare, mis en scène par Daniel Scahaise
- 2011 : La Cerisaie d'Anton Tchekhov, mise en scène de Daniel Scahaise
- 2012 : Mille Francs de récompense de Victor Hugo